# Бад-Райхенгалль
Бад-Райхенгаль (нім. Bad Reichenhall) — місто в Німеччині, курорт, адміністративний центр району Берхтесгаден.
Адміністративно місто поділено на 9 міських районів.

## Галерея

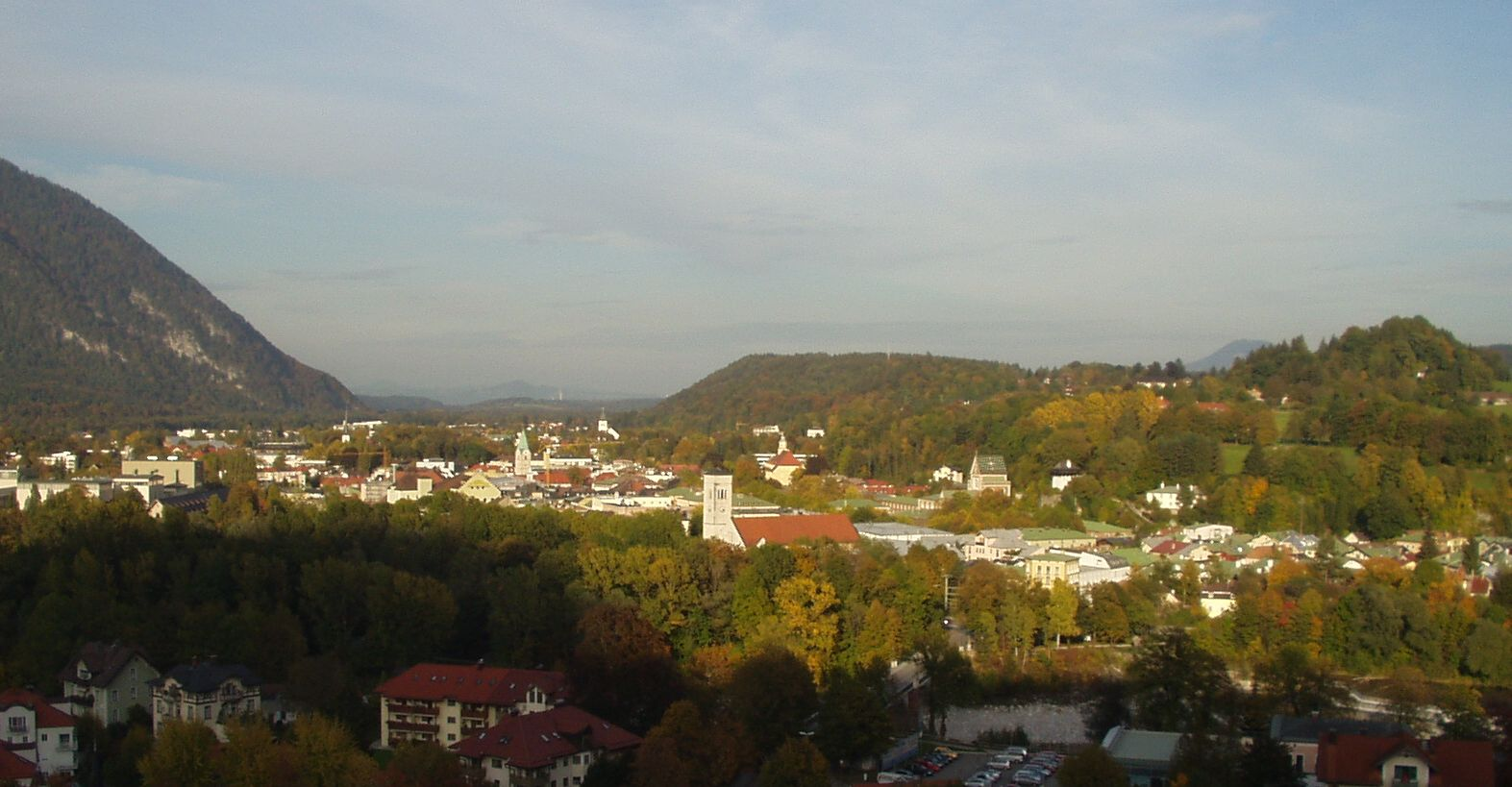
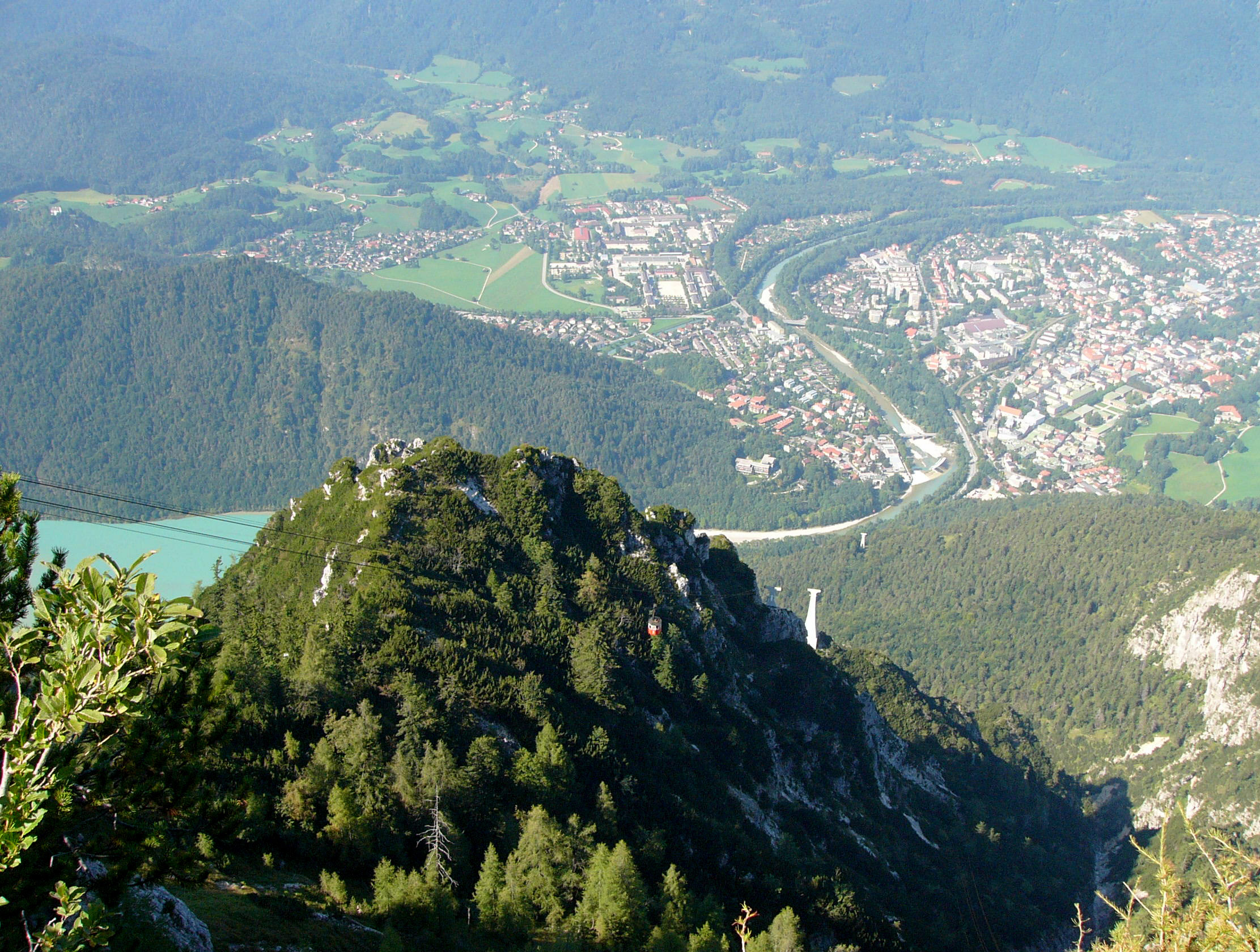
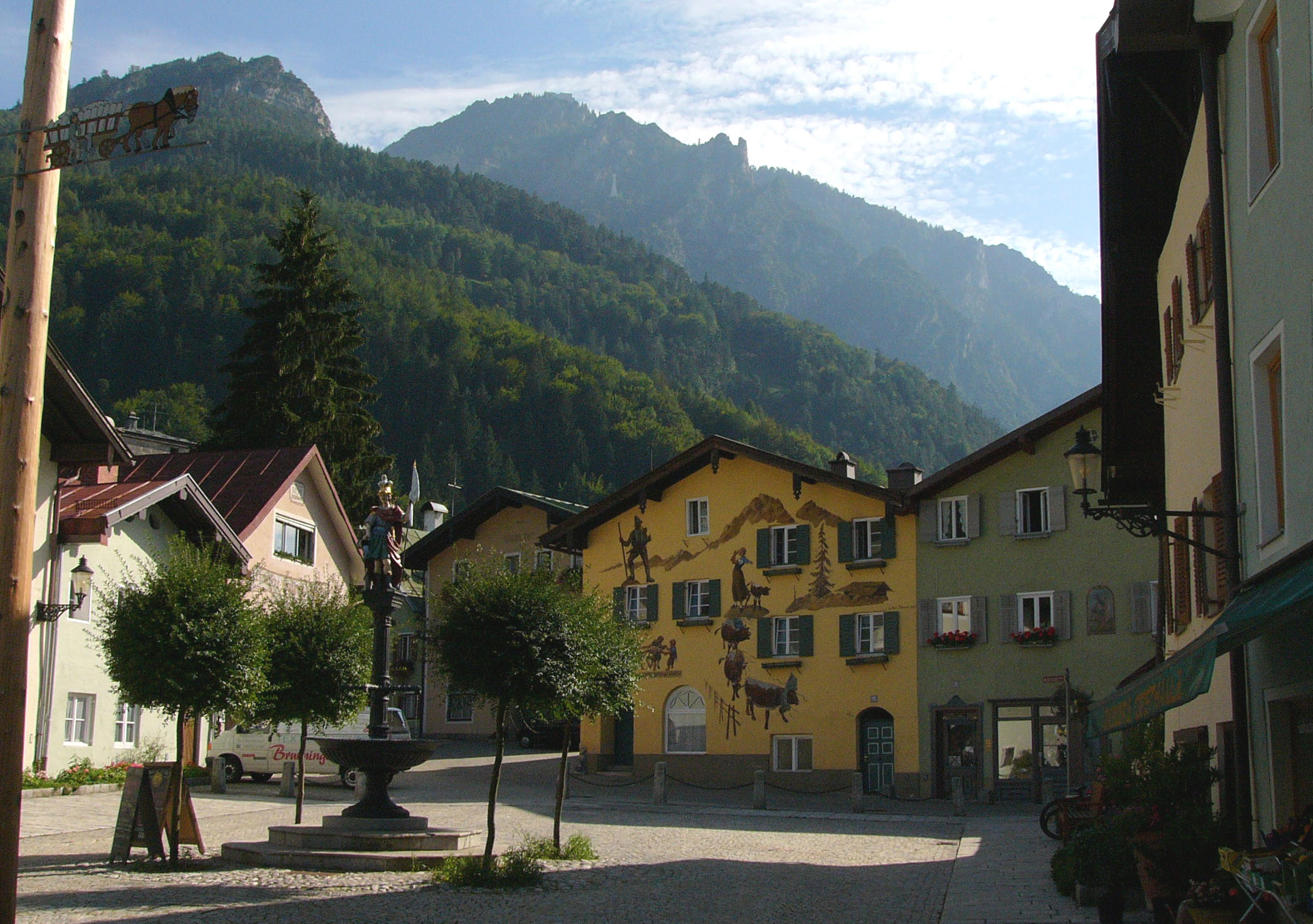
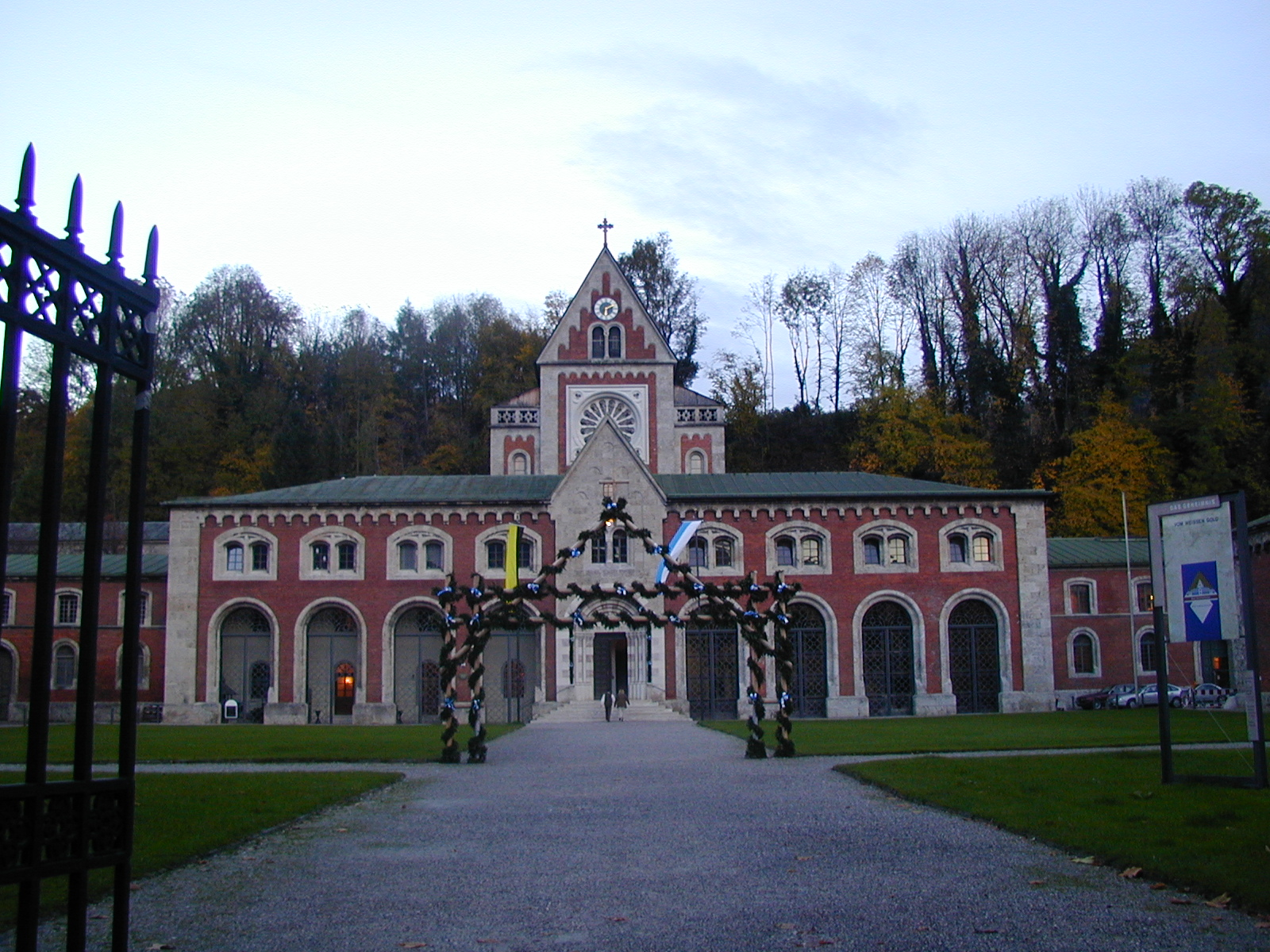